# Invasión extraterrestre

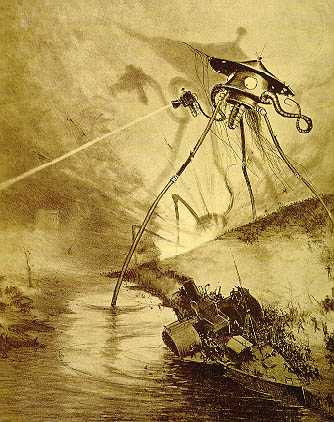
La novela de H. G Wells La Guerra de los Mundos fue la primera historia de ciencia ficción en describir una invasión extraterrestre.

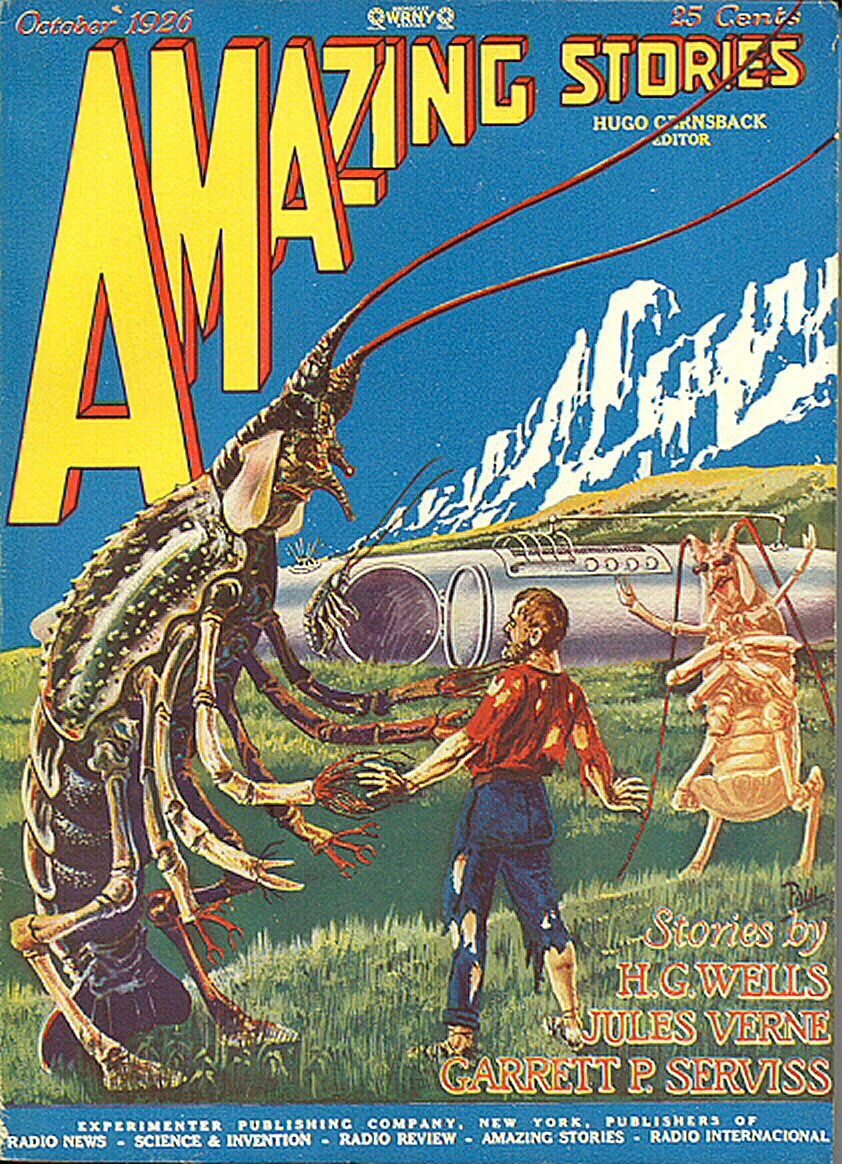
Una invasión extraterrestre, representada en la portada de la revista Amazing Stories.

La invasión extraterrestre o invasión alienígena es un tema habitual en las historias de ciencia ficción y en líneas generales consiste en la aparición de seres de origen extraterrestre con un nivel tecnológico superior al de la especie humana a la que buscan esclavizar o destruir para aprovechar el Planeta Tierra para sus propios propósitos, u otras combinaciones. 
Las invasiones extraterrestres se utilizan en varias ocasiones como alegorías para representar diversos peligros que preocupan a las sociedades en donde se escribe la historia. Muchas historias del género escritas en Estados Unidos referencian al nazismo, el comunismo, el terrorismo, una guerra nuclear o la tercera guerra mundial, una pandemia mundial devastadora, el colapso de la civilización y el miedo a la destrucción ambiental. 
Las conductas frecuentes de las razas extraterrestres representadas en trabajos de ficción suelen ser el expansionismo militar, la observación y estudio, o la indiferencia. En muy pocas ocasiones se representan razas que colaboren tecnológicamente con la humanidad, siendo dos excepciones notables The Day the Earth Stood Still y las diversas series de Star Trek.

## Variaciones
Las más conocidas invasiones extraterrestres se presentan en escenarios donde los extraterrestres aterrizan en la Tierra, destruyendo o abduciendo personas, luchando y derrotando a la Tierra y sus fuerzas militares, y luego destruyendo las principales ciudades de la Tierra. Por lo general, la mayor parte de las historias siguen las batallas entre los invasores y los ejércitos de la Tierra, como en La guerra de los mundos. Sin embargo, no todas las historias de invasión extraterrestre siguen este arquetipo. Algunas variantes son:
- La infiltración de extraterrestres ha sido una familiar variación en el tema de invasión extraterrestre. En el escenario de la infiltración, los invasores suelen tomar forma humana y pueden moverse libremente por toda la sociedad humana, hasta el punto de hacerse con el control de los puestos de mando. Este tipo de invasión por lo general hace hincapié en los temores paranoides y era muy común durante la Guerra Fría, con la sospecha de agentes comunistas en todas partes, pero también se ha convertido en una variante común durante cualquier momento de cambio social y disturbios.

- La ocupación extraterrestre ocurre en muchas historias de invasión. En resumen, los invasores extranjeros ganan y ocupan la Tierra o la civilización humana (a veces incluso tratan de terraformar la Tierra para que tenga mejor apariencia [un término más preciso para ello sería "xenoformar"]), por lo menos hasta que la resistencia humana derrota a los extranjeros y/o los títeres de sus gobiernos. Muchas historias de ocupación se ven influidas por las invasiones humanas reales de los gobiernos totalitarios, como la Alemania nazi.

- Los ataques extraterrestres son, en términos breves las invasiones exóticas. Los extraterrestres son incapaces de ejecutar una gran invasión debido a sus pequeñas cantidades en lugar de utilizar el choque de su llegada para inspirar terror. Otras historias sobre de este principio de razonamiento empezarían con las misiones de reconocimiento de los invasores y el sondaje incursionando sobre la población de la Tierra y, sobre todo, sus fuerzas militares. Además, los invasores tratan de elegir lugares aislados, como el desierto o en granjas de zonas rurales en los Estados Unidos, como una zona de aterrizaje. Este tipo de arquetipo proporciona una mejor posibilidad a pequeños grupos, al igual que la policía local y los militares, o incluso ordinarios civiles, la capacidad de repeler a los invasores y retornar a la vida normal después del evento.

## Ejemplos de invasión extraterrestre en la ficción

### Literatura
- La historieta El Eternauta de Héctor German Oesterheld.
- En el cómic de Marvel Invasión Secreta
- La novela La guerra de los mundos de H. G. Wells junto con las diferentes películas y series basadas en dicha obra.
- La serie de libros Worldwar & Colonization de Harry Turtledove.

- la novela All Tomorrows de C. M. Koseman.
- La novela y la adaptación de La Huésped de la autora Stephenie Meyer
- La novela y la adaptación de La Quinta Ola de Rick Yancey

### En la televisión
- En la serie de ciencia ficción Stargate, los Goa'uld son una especie extraterrestre malévola y agresiva que no sólo amenaza con invadir la Tierra y esclavizar a la Humanidad, sino que lo hizo en el pasado remoto.
- El documental Grandes Misterios del Universo, nos muestra esta posibilidad en el episodio "Podremos sobrevivir al primer contacto".
- En la serie de ciencia ficción de 1967 Los Invasores, unos extraterrestres se disfrazan de humanos para adueñarse de la Tierra y el protagonista tendrá que convencer a un mundo incrédulo de qué los extraterrestres han llegado.
- En la serie de terror/ciencia ficción Expedientes X, los colonizadores (grises) son extraterrestres que han conquistado miles de planetas en la Galaxia desde hace cientos de miles de años y pretenden invadir la Tierra en el 2012.
- En la franquicia de ciencia ficción Star Trek o Viaje a las Estrellas los Borg son una especie extraterrestre agresiva que conquista y asimila a la población de muchos planetas y ha pretendido conquistar la Tierra en diversas ocasiones.
- En la serie V Invasión Extraterrestre una especie extraterrestre de reptilianos invade la Tierra.
- Como parodia se toca el tema en la serie animada Invasor Zim.
- En la serie Doctor Who la Tierra es frecuentemente blanco de invasores, especialmente los malvados Dalek.
- En la serie The Event la Tierra, es atacada por extraterrestres similares a los humanos, que se han infiltrado, en altos cargos en todo el mundo.
- En la serie Falling Skies, la tierra es invadida por una raza extraterrestre llamada Los Espheni, que han destruido el 90% de la población mundial y esclavizan a los jóvenes de hasta 18 años, colocándoles unos yugos/arneses para controlarlos mentalmente.
- En la miniserie de Marvel Studios Invasión Secreta los Skrulls son extraterrestres qué cambian de forma y algunos están buscando que los humanos se exterminen entre ellos en una guerra nuclear para adueñarse de la Tierra y vivir en ella sin tener que disfrazarse.
- En la serie Alienígenas Ancestrales al hablar de extraterrestres, abducciones y ovnis también explora esta posibilidad.
- En la serie documental de History Fin del Mundo 10 formas de destruir la Tierra en el episodio 9 nos muestra una invasión extraterrestre de forma realista, trágica y aterradora.

### En el cine
- It Came from Outer Space
- Teenagers from Outer Space
- The Blob
- Plan 9 from Outer Space
- The Body Snatchers
- The Puppet Masters
- The Thing from Another World
- Día de la Independencia
- Marcianos al Ataque
- The Faculty
- Star Trek: First Contact
- Skyline
- Monsters vs Aliens
- Battle: Los Angeles
- Los Vengadores
- Transformers
- El hombre de acero
- Señales
- Pacific Rim
- El juego de Ender
- Battleship
- El Depredador
- Venom
- La guerra del mañana

### En los Videojuegos
- Resistance
- Área51

Sagas:
- Crysis
- Half-Life
- X-COM
- Halo